# New Port Richey East
New Port Richey East is een plaats (census-designated place) in de Amerikaanse staat Florida, en valt bestuurlijk gezien onder Pasco County.

## Demografie
Bij de volkstelling in 2000 werd het aantal inwoners vastgesteld op 9916.

## Geografie
Volgens het United States Census Bureau beslaat de plaats een oppervlakte van
9,4 km², waarvan 9,3 km² land en 0,1 km² water.

## Plaatsen in de nabije omgeving
De onderstaande figuur toont nabijgelegen plaatsen in een straal van 8 km rond New Port Richey East.